# Šailovac
Koordinati:   44°48′37″N, 14°42′17″E
Šailovac je majhen nenaseljen otoček v Jadranskem morju. Pripada Hrvaški.
Šailovac, ki se v nekaterih zemljevidih imenuje tudi Sajlovac, leži v zalivu Supetarska draga na otoku Rabu nasproti zaselka Dumići. Površina otočka meri 0,022 km². Dolžina obalnega pasu je 0,65 km. Najvišja točka na otočku je visoka 27 mnm.